# Мортен Нордстранд
Мо́ртен Но́рдстранд (дан. Morten Nordstrand, нар. 8 червня 1983, Гундестед) — данський футболіст, нападник клубу «Нордшелланд».

## Клубна кар'єра
Народився 8 червня 1983 року в місті Гундестед. Вихованець футбольної школи клубу «Люнгбю». Дорослу футбольну кар'єру розпочав 2001 року в основній команді того ж клубу, в якій провів п'ять сезонів, взявши участь у 93 матчах чемпіонату. У складі «Люнгбю» був одним з головних бомбардирів команди, маючи середню результативність на рівні 0,78 голу за гру першості.
Протягом 2006–2007 років захищав кольори команди клубу «Нордшелланд».
Своєю грою за останню команду привернув увагу представників тренерського штабу клубу «Копенгаген», до складу якого приєднався 2007 року. Відіграв за команду з Копенгагена наступні два сезони своєї ігрової кар'єри. Більшість часу, проведеного у складі «Копенгагена», був основним гравцем атакувальної ланки команди. В новому клубі був серед найкращих голеодорів, відзначаючись забитим голом в середньому щонайменше у кожній третій грі чемпіонату. За цей час виборов титул чемпіона Данії.
У 2009 році був переданий в оренду до клубу «Гронінген», а в 2011 році — до «Нордшелланда». За основний клуб «Копенгаген» продовжив виступи до 2012 року.
До складу клубу «Нордшелланд» приєднався 2012 року. Відтоді встиг відіграти за команду з Фарума 7 матчів в національному чемпіонаті.

## Виступи за збірну
2007 року дебютував в офіційних матчах у складі національної збірної Данії. Наразі провів у формі головної команди країни 11 матчів, забивши 4 голи.

## Титули і досягнення

### Командні
- Чемпіон Данії (1):

«Копенгаген»: 2008-09
- Володар Кубка Данії (2):

«Копенгаген»: 2008-09, 2011-12

### Особисті
- Найкращий бомбардир чемпіонату Данії: 2008-09